# 水原理枝子
水原 理枝子（みずはら りえこ、現姓・伊藤、1956年6月28日 - 2018年3月6日）は、日本の女子バレーボール選手。

## 来歴
鳥取県鳥取市出身。中学1年よりバレーボールを始め、鳥取家政高校を経て1975年、日本リーグのユニチカ貝塚（当時）に入部。
1977年、全日本入りを果たし1977年のワールドカップでは金メダルを獲得した。
1980年、モスクワオリンピック出場メンバーに選出されたが、西側諸国のボイコットによりオリンピック出場は幻となった。翌年のワールドカップでは主力選手として銀メダル獲得に大きく貢献した。
一方で、日本リーグでは敢闘賞1回、ベスト6賞3回などを獲得し日本リーグ通算記録のアタック部門でベスト10入りしている。ユニチカ監督の吉田国昭は、「サウスポーアタッカーとして大選手の域に到達した、攻守のかなめとなる貴重な存在」と評している。
1984年1月15日に、江上由美に破られるまで104試合出場の日本リーグ記録を保持していた。
2018年3月6日、東京都内の病院で死去。61歳没。

## 人物・エピソード
実姉に日立武蔵所属の水原純子がいる。姉の純子に「日立には来るな」と言われたため、好きだった山崎八重子が所属していたユニチカ貝塚に入部を決めた。水原は後年、「バレーボールで活躍できたのは姉のおかげ」だと述懐している。
ユニチカの同期として早世したバスケットボール女子日本代表の福井美恵子がいた。

## 球歴
- 全日本代表 - 1977-1982年
- 全日本代表としての主な国際大会出場歴
  - 世界選手権 - 1982年
  - ワールドカップ - 1977年、1981年

## 受賞歴
- 1980年 - 第13回日本リーグ ベスト6
- 1981年 - 第14回日本リーグ スパイク賞、ベスト6
- 1981年 - ワールドカップ ベストサーバー
- 1982年 - 第15回日本リーグ ベスト6
- 1983年 - 第16回日本リーグ 敢闘賞

## 所属チーム
- 市立高草中
- 鳥取家政高校
- ユニチカ貝塚/ユニチカ（1975-1983年 ）